# Allonothrus russeolus
Allonothrus russeolus är en kvalsterart som beskrevs av Wallwork 1960. Allonothrus russeolus ingår i släktet Allonothrus och familjen Trhypochthoniidae.

## Underarter
Arten delas in i följande underarter:
- A. r. russeolus
- A. r. reticulatus